# Epcot
Epcot é o segundo dos quatro parques temáticos construídos no Walt Disney World em Bay Lake, Flórida, próximo a Orlando, Flórida, Estados Unidos. Ele abriu como EPCOT Center (Experimental Prototype Community of Tomorrow) em 1 de outubro de 1982 e cobre uma área de 300 acres, mais de duas vezes que o tamanho do parque Magic Kingdom. Ele é dedicado à celebração das conquistas humanas, principalmente a inovação tecnológica e a cultura internacional, sendo frequentemente chamado de "Permanent World's Fair."  Em 2014, o parque atraiu aproximadamente 11,45 milhões de visitantes, tornando-o o terceiro parque mais visitado dos EUA e o sexto parque de diversões mais visitado do mundo.
O parque é representando pela Spaceship Earth, uma esfera geodésica que também serve como uma atração. O nome do parque ficou sendo EPCOT Center até 1994, quando então foi renomeado para Epcot'94, depois Epcot'95 e no ano seguinte para simplesmente Epcot, como ficou até hoje.

## Dedicatória
Para todos aqueles que vêm a este lugar de alegria, esperança de empreendimentos e conceitos de um futuro que promete novos e excitantes benefícios para todos. Que o EPCOT Center entretenha, informe e inspire e, acima de tudo, instigue um novo senso de crença e orgulho na habilidade do homem de formar um mundo que oferece esperança às pessoas de todos os lugares no mundo.— E. Cardon Walker, 24 de outubro de 1982

## História

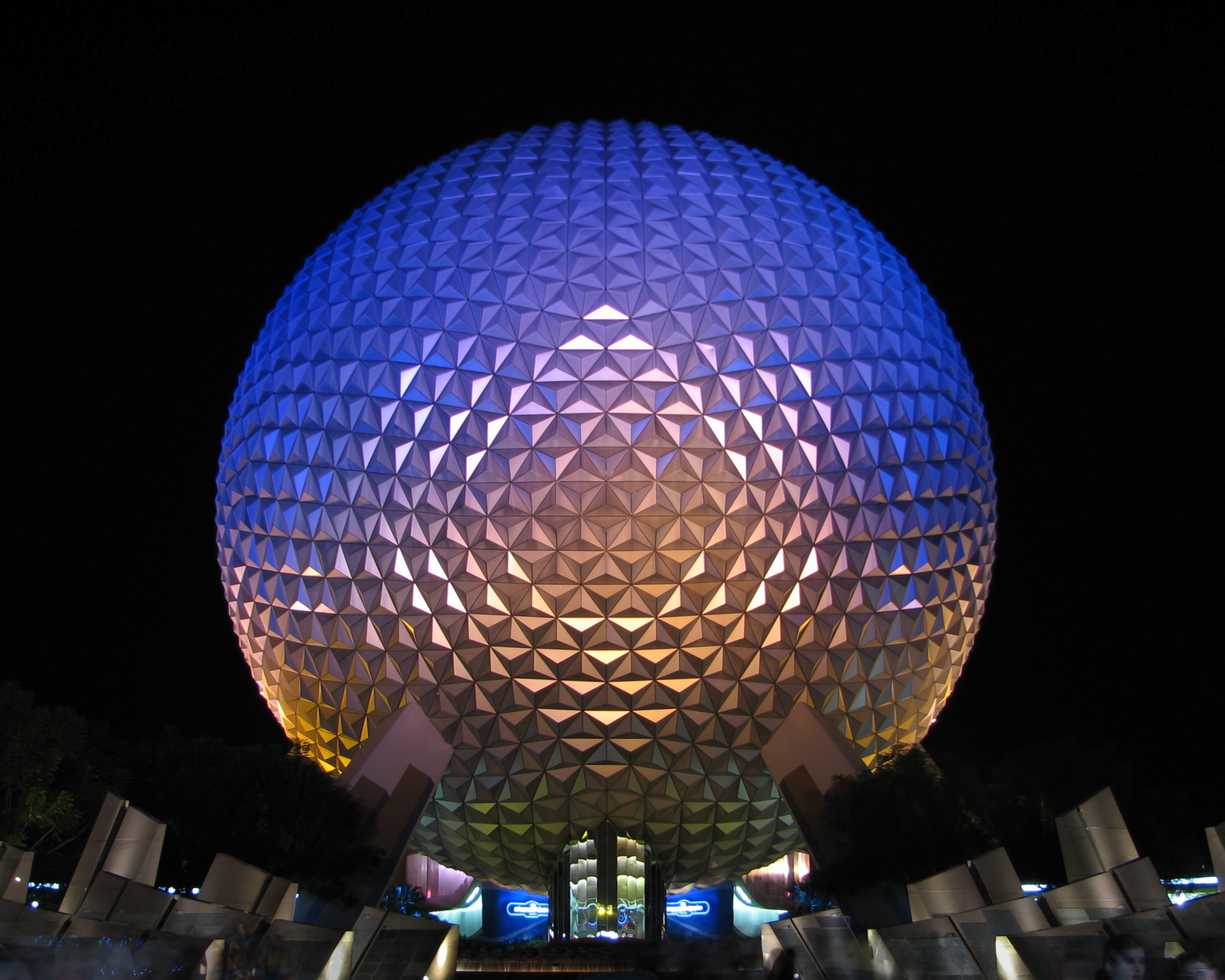
Spaceship Earth iluminada à noite

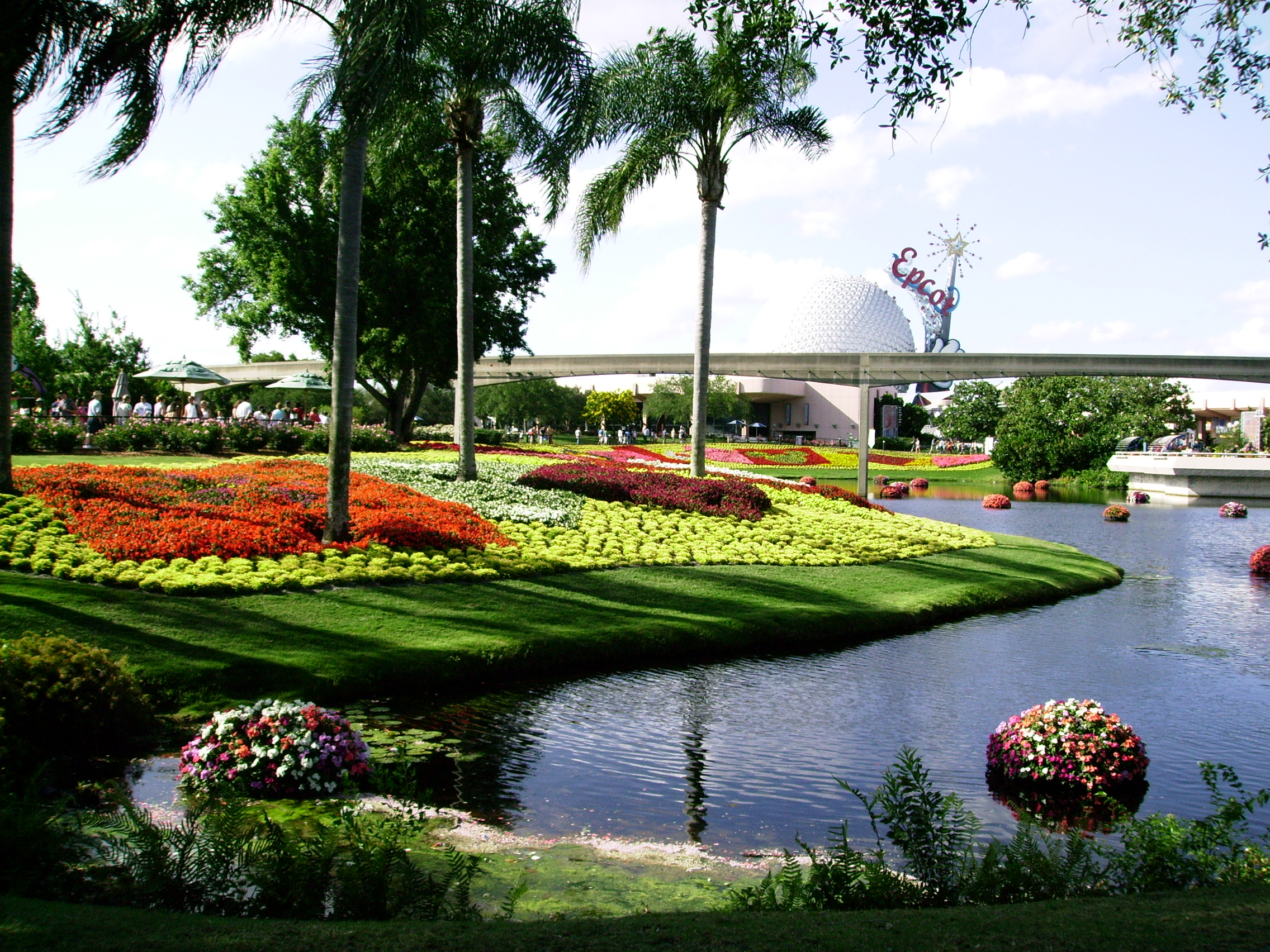
O Epcot possui muitas flores, lagos e árvores.

EPCOT é um acrônimo para Comunidade Protótipo Experimental do Amanhã; uma cidade utópica do futuro planejado por Walt Disney, muitas vezes trocando "cidade" por "comunidade". Nas palavras de Walt Disney: "O EPCOT mostrará as novas ideias e tecnologias que estão emergindo de centros criativos da indústria americana. Ele será uma comunidade do amanhã que nunca será concluída, mas sempre estará introduzindo, testando e demonstrando novos materiais e novos sistemas. E o EPCOT sempre será uma exibição do mundo da ingenuidade e da imaginação da livre iniciativa americana." Sua visão original era de uma comunidade modelo que seria a casa de 12 mil residentes e um teste para uma cidade planejada. Ele seria construído em uma forma de círculo, com áreas empresariais e comerciais em seu centro com edifícios comunitários, escolas e complexos recreativos ao redor, enquanto os bairros residenciais ficariam no entorno. Este conceito de plano radial é fortemente influenciado pelo britânico Ebenezer Howard e seu Garden Cities of To-morrow. O transporte seria fornecido por monotrilhos e PeopleMovers (como os da Tomorrowland no Magic Kingdom). O tráfico automotivo seria subterrâneo, deixando os pedestres seguros acima do solo. O modelo original do EPCOT pode ainda ser visto pelos passageiros usando a atração Tomorrowland Transit Authority no parque Magic Kingdom; quando o PeopleMover entra no prédio do Stitch's Great Escape!, a porção restante do modelo é visível à esquerda (quando de frente) atrás do vidro. Walt Disney não foi capaz de obter fundos e permissão para iniciar a obra em sua propriedade na Flórida até que concordou em construir primeiro o Magic Kingdom. Ele morreu cinco anos antes da abertura do Magic Kingdom.
Após a morte de Disney, a The Walt Disney Company decidiu que não queria entrar nos negócios de gerenciar uma cidade sem a presença de Walt. A comunidade modelo de Celebration (Flórida) foi mencionada como uma realização da visão original de Disney, mas a Celebration é baseada em conceitos de novo urbanismo que é radicalmente diferente das visões modernista e futurista de Disney. No entanto, a ideia do EPCOT foi fundamental em propor ao estado da Flórida a criação do Reedy Creek Improvement District (RCID) e das cidades de Bay Lake e Reedy Creek (atual Lake Buena Vista), um mecanismo legislativo que permitiu à Walt Disney Company exercer poderes governamentais sobre Walt Disney World. O controle sobre o RCID está nas mãos dos proprietários de terras do distrito e a promessa de uma verdadeira cidade no distrito significaria que os poderes do RCIF seriam distribuídos entre os proprietários no EPCOT. Como a ideia do EPCOT nunca foi implementada, a Disney Corporation permaneceu como quase o único proprietário de terras do distrito, permitindo-a manter o controle sobre o RCID e as cidades de Bay Lake e Lake Buena Vista. A Disney aumentou mais ainda este controle ao desanexar Celebration do RCID.
Os planos originais para o parque mostravam indecisão sobre o propósito do parque. Alguns Imagineers queriam que ele representasse o ápice da tecnologia, enquanto outros queriam que ele mostrasse as culturas e costumes internacionais. Em um momento, um modelo de parque futurista foi forçado contra um modelo de feira internacional e os dois foram combinados. O parque foi originalmente chamado de EPCOT Center para refletir os ideais e valores da cidade. Ele foi construído a um custo estimado de US$ 800 milhões a US$ 1,4 bilhões e levou três anos para ser construído, na época o maior projeto de construção no mundo. O estacionamento que serve o parque cobre uma área de 141 acres (incluindo área para ônibus) e pode acomodar 11 211 veículos (áreas de gramado comportam mais de 500 veículos). Antes de ele abrir em 1 de outubro de 1982, o Embaixador da Walt Disney World Genie Field introduziu E. Cardon Walker, CEO da Disney, que dedicou o EPCOT Center. Walker também apresentou uma família com entradas para toda a vida para os dois parques temáticos do Walt Disney World. Suas declarações foram seguidas pelo Governador da Flórida Bob Graham e William Ellinghouse, presidente da AT&T.
Como parte da cerimônia de abertura, dançarinos e membros de bandas apresentaram We've Just Begun to Dream. Os Sherman Brothers escreveram uma música especialmente para a ocasião intitulada "The World Showcase March". Durante o encerramento, pombas e muitos conjuntos de balões foram liberados. Grupos representando os países de todo o mundo apresentaram-se no World Showcase. Água coletada dos principais rios do mundo foram jogadas nas fontes do parque. Localizado na frente do parque, uma placa mostra a dedicatória de Walker no dia de abertura.

## Áreas
O Epcot é dividido em duas áreas temáticas principais, Future World e World Showcase.

### Future World

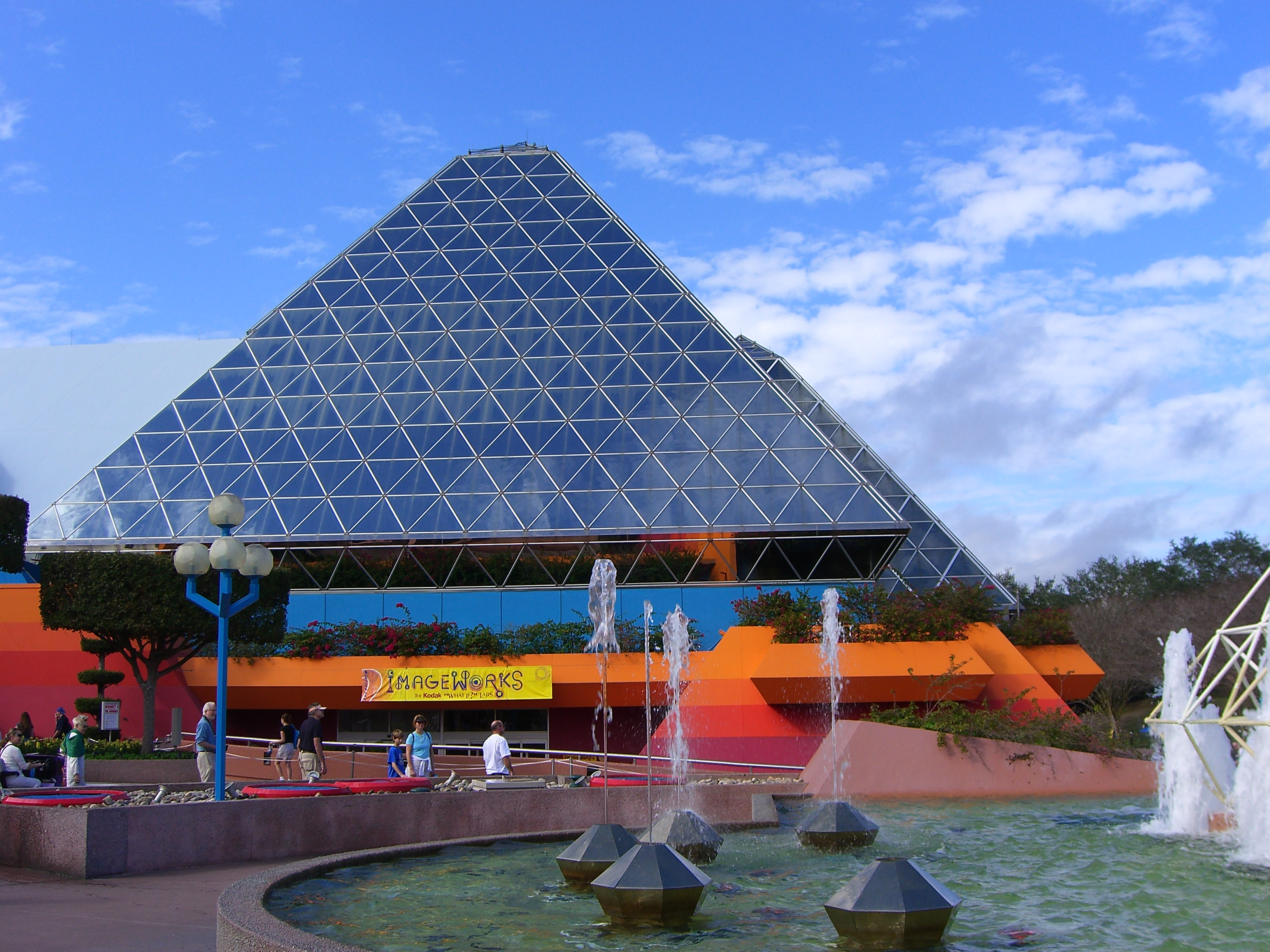
Pirâmide de vidro do Imagination! com as fontes no primeiro plano

O Future World consiste de uma variedade de pavilhões que exploram aspectos e aplicações inovadoras, incluindo tecnologia e ciência. O Future World também serve como a entrada principal do parque e apresenta o ícone do parque, a Spaceship Earth, uma grande estrutura de esfera geodésica que abriga uma atração temática dentro. Originalmente, cada pavilhão do Future World apresentava um logo circular único que era exibido na sinalização do parque e nas próprias atrações. Os logos, incluindo o do próprio Epcot, foram descontinuados em anos recentes, mas alguns remanescentes ainda poder ser vistos pelo parque. Os pavilhões estão agora identificados pelo nome e reconhecidos pela atração principal dentro deles. Em 2021, o Future World foi subsitituído pelo World Discovery, World Nature and World Celebration Os vários pavilhões localizados no Future World incluem os seguintes:
- World Celebration:

Spaceship Earth (a famosa esfera do Epcot, mostra a evolução da tecnologia na sociedade, desde os homens das cavernas)
Imagination!
Odyssey Evets Pavilion
- World Discovery

Mission: SPACE (simulação de uma missão espacial até Marte, com opções mais e menos radical)
Wonders of Xandar
Test Track (simula um teste de carro, sendo o passageiro o boneco de provas)
- World Nature:

The Seas with Nemo and Friends
The Land

#### Patrocínios corporativos
Cada pavilhão era inicialmente patrocinado por uma corporação que ajudou a financiar sua construção e manutenção em troca de logotipos das empresas e alguns elementos de marketing aparecendo pelos pavilhões. Por exemplo, o Universe of Energy era patrocinado pela Exxon de 1982 a 2004 e a The Land era patrocinada pela Kraft de 1982 a 1993, e depois pela Nestlé de 1993 a 2009. Cada pavilhão contém uma "área VIP" privada para seu patrocinador com escritórios, lounges e áreas de recepção escondidas dos visitantes do parque. Enquanto alguns pavilhões mantêm patrocínios ativos, em anos recentes vários pavilhões perderam os patrocínios devido à falta de interesse das empresas parceiras em renovas seus acordos. Após a General Electric deixar a Horizons em 1993, ela fechou por alguns anos e reabriu temporariamente enquanto as atrações vizinhas Universe of Energy e World of Motion eram renovadas. Horizons fechou permanentemente em 9 de janeiro de 1999 e foi demolido no verão de 2000 para dar lugar à abertura de Mission: SPACE em 9 de outubro de 2003. A Metlife patrocinou a Wonders of Life de 1989 a 2001, até a área ser fechada. No entanto, o pavilhão Wonders Of Life ainda está quase intacto e é usado para o Flower and Garden Festival e o Food and Wine Festival. Os patrocínios atualmente ativos são os seguintes:
- Test Track foi inaugurado no antigo pavilhão World of Motion e é atualmente patrocinado pela Chevrolet;
- Mission: SPACE é atualmente patrocinado pela Hewlett-Packard;
- Spaceship Earth é atualmente patrocinada pela Siemens, que também patrocina o show noturno do parque, IllumiNations: Reflections of Earth;
- Living with the Land é atualmente patrocinado pela Chiquita;
- Pequenas atrações individuais e exibições dentro dos pavilhões Innoventions são patrocinados por várias empresas, incluindo IBM, Liberty Mutual, Coca-Cola, Velcro, entre outros.

### World Showcase

Logotipo

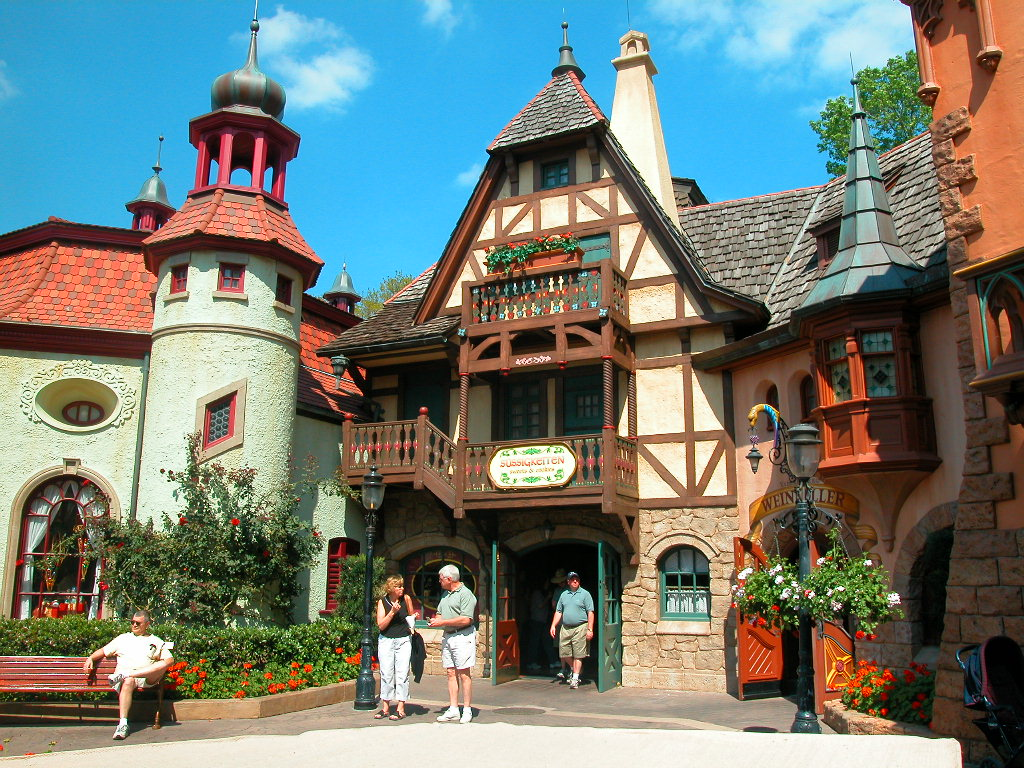
O pavilhão da Alemanha apresenta casas de enxaimel típicas e um biergarten

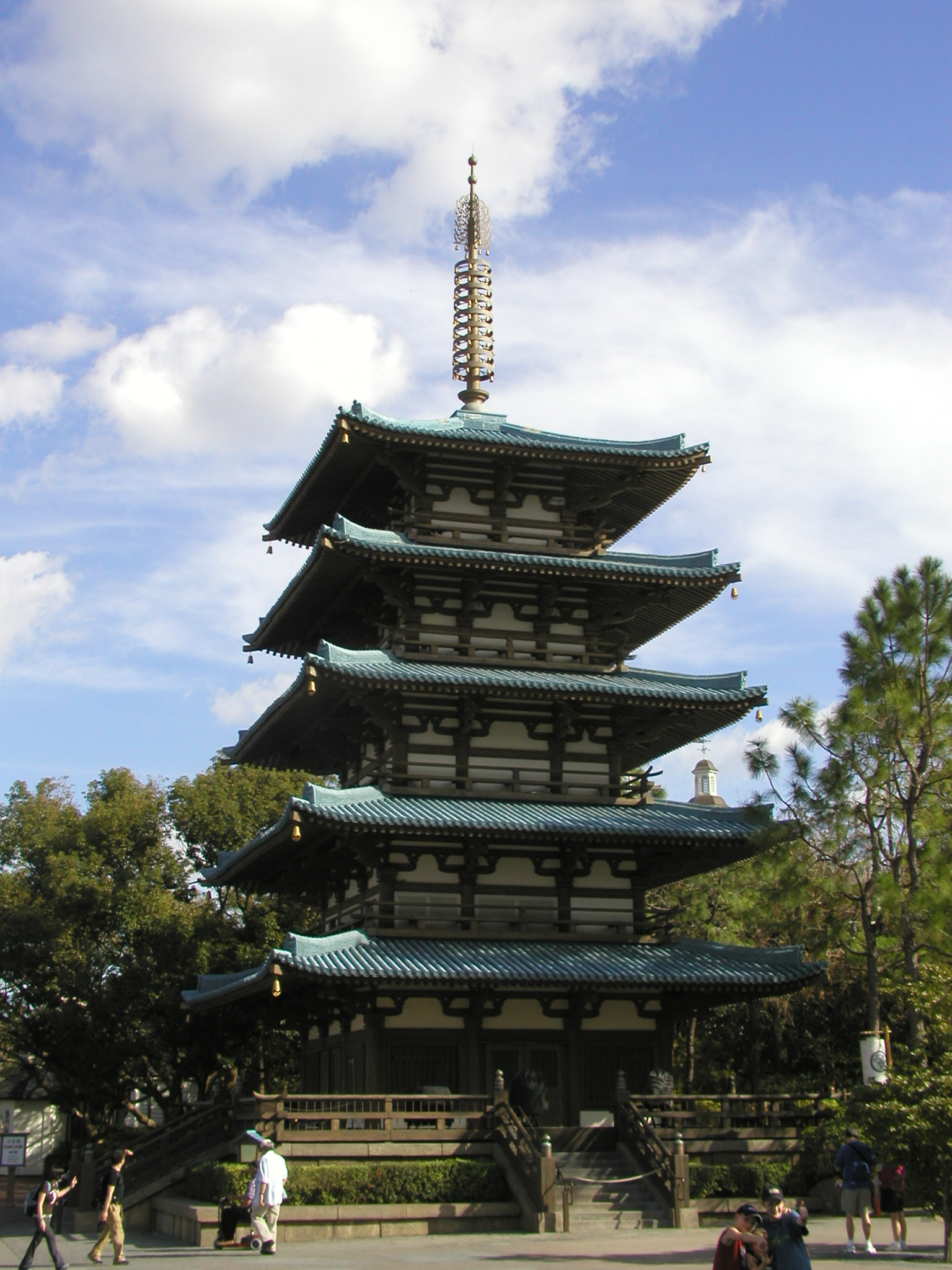
O pavilhão do Japão apresenta um grande pagode

O World Showcase é uma grande área remanescente de uma feira mundial permanente que contém onze pavilhões, cada um dedicado a representar um país específico. Os onze pavilhões cercam a Lagoa do Showcase, um lago construído pelo homem localizado no centro do World Showcase com um perímetro de 1,9 km. Em sentido horário, os onze pavilhões são:
- México
- Noruega
- China
- Alemanha
- Itália
- Estados Unidos
- Japão
- Marrocos
- França
- Reino Unido
- Canadá

Dos onze pavilhões, os de Noruega e Marrocos não estavam presentes na abertura do parque e foram adicionadas depois. Cada pavilhão contém arquitetura, paisagens, ruas, atrações, lojas e restaurantes temáticos representando a cultura e culinária do respectivo país. Em um esforço para manter a autenticidade dos países representados, os pavilhões recebem funcionários cidadãos dos respectivos países como parte do Programa Representativo Cultural através de acordos de J-1 visa. Alguns pavilhões também contêm atrações, shows e entretenimento ao vivo temáticos representativos do respectivo país. O único pavilhão que é diretamente patrocinado pelo governo de seu respectivo país é o Marrocos. Os pavilhões restantes são patrocinados em grande parte por empresas privadas com afiliações nos países representados.
Pavilhões para Rússia, Suíça, Espanha, Venezuela, Emirados Árabes Unidos e Israel foram ocasionalmente cogitados como futuros pavilhões mas nunca passaram da fase de planejamento. Os pavilhões israelita, espanhol e da África equatorial foram até mesmo anunciados em 1982, mas nunca saíram do papel. Ao invés disso, uma pequena loja de refrescos com tema africano conhecida como The Outpost atualmente reside onde a África equatorial deveria estar. Israel, cinco países africanos (Eritreia, Etiópia, Quênia, Namíbia e África do Sul) bem como outros oito países (Brasil, Chile, Índia, Indonésia, Arábia Saudita, Escócia e Suécia) apareceram na Millennium Village durante a Millennium Celebration.
Contrário à crença popular, há atualmente nove espaços não ocupados para países ao redor do World Showcase, incluindo o espaço ocupado pelo The Outpost. Esses locais estão entre a maioria dos países, com a exceção do Japão e dos Estados Unidos. Dos Estados Unidos à Itália (ambas devido à perspectiva forçada reversa do pavilhão dos Estados Unidos, que seria arruinada pelos pavilhões imediatamente próximos a eles), e Noruega a China (separados apenas por uma via de serviço, eles são os únicos dois pavilhões diretamente próximos um ao outro).

#### International Gateway (entrada secundária do parque)
Um portão secundário para o parque localiza-se entre os pavilhões da França e do Reino Unido, conhecido como International Gateway, que, por anos, era a única entrada deste tipo em qualquer dos parques da Disney até a abertura do Disney California Adventure, que apresenta um portão secundário no Disney's Grand Californian Hotel & Spa. A International Gateway é diretamente acessível aos visitantes que estão nos Epcot Area Resorts e também visitantes vindos do Disney's Hollywood Studios via viagem de barco "Friendship" ou calçadas de pedestres. O World Showcase geralmente abre duas horas após a abertura do parque e permanece aberta até mais tarde do que a seção Future World do parque. No entanto, a maioria das atrações principais no Future World, incluindo Test Track, Soarin, Mission Space, The Seas with Nemo and Friends, e Spaceship Earth permanecem abertas até o parque fechar. Os visitantes que entram por este portão antes da abertura do World Showcase são direcionados pelos funcionários para o Future World.

#### Política quanto ao álcool
Ao contrário do Magic Kingdom, que até 2012 não servia álcool e agora serve apenas em uma base limitada, a maioria das lojas e restaurantes do Epcot, especialmente as do World Showcase, servem e/ou vendem uma grande variedade de bebidas alcoólicas, incluindo bebidas especiais, artesanais, vinhos e aguardentes dos respectivos países. O parque também sedia o Epcot International Food & Wine Festival, um evento anual que apresenta amostras de alimentos e bebidas de todo o mundo, junto com entretenimento ao vivo e exibições especiais.

#### The World Showcase Adventure
Originalmente baseado na série animada do Disney Channel Kim Possible, o World Showcase Adventure é uma atração móvel interativa que ocorre em alguns pavilhões do World Showcase. A atração é uma caça ao tesouro eletrônica na qual os visitantes usam "Kimmunicators" ( na verdade telefones celulares customizados) para ajudar os adolescentes combatentes do crime  Kim Possible e Ron Stoppable a resolver um crime ou impedir os "planos de dominação global" de um vilão. O "Kimmunicator" é capaz de disparar eventos específicos no território do pavilhão que fornece pistas para completar a aventura. Lançado em janeiro de 2009 e apresentado pela Verizon Wireless, a aventura está incluída no ingresso do parque. Ela foi sucedida pelo Agent P's World Showcase Adventure, baseado no desenho Phineas and Ferb, da Disney, em 23 de junho de 2012.

## IllumiNations: Reflections of Earth

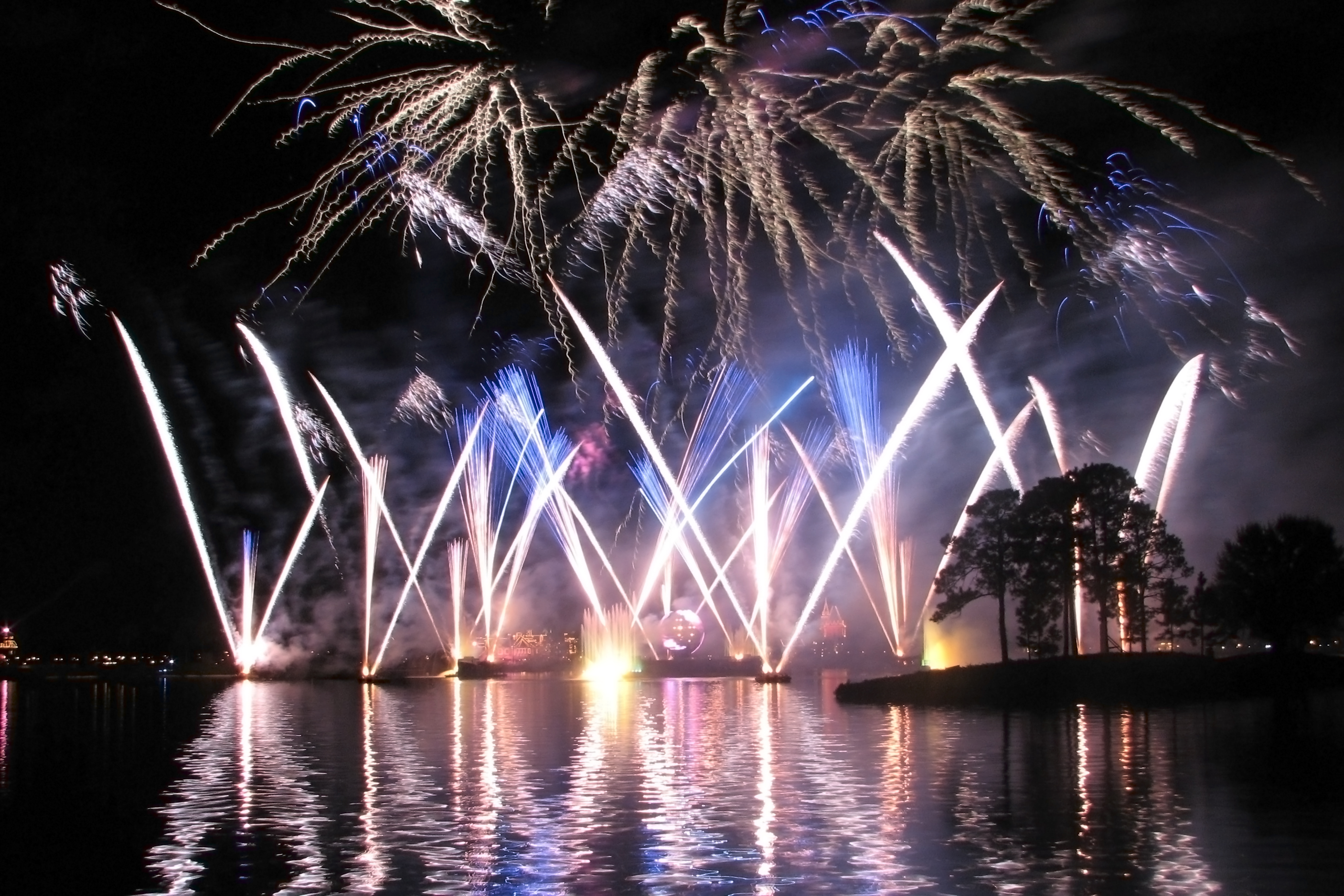
Lago The World Showcase durante IllumiNations: Reflections of Earth

Illuminations: Reflections of Earth é um show vencedor de vários prêmios que acontece na Lagoa do Word Showcase todas as noites na hora de fechamento do parque (geralmente 9 horas da noite). Ele conta com fogos de artifício, lasers, fogo e fontes de água sincronizadas com uma música no meio da Lagoa do World Showcase. Um grande globo com telas curvadas de LED é a peça central do show e é usado para mostrar imagens de pessoas e lugares. A versão atual foi inaugurada como parte da Millennium Celebration em 2000. O show conta a história da Terra e é dividida em três movimentos intitulados "Caos", "Ordem" e "Significado". A música tem um tribal africano, enfatizando a ideia da humanidade como uma única tribo unificada no planeta. A lagoa é cerca por dezenove grandes tochas que simbolizam os primeiros 19 séculos da era comum, sendo que o show culmina com a abertura do globo como uma flor de lótus revelando a vigésima tocha, representando os 20 séculos completados.

## Eventos anuais
O Epcot sedia vários eventos especiais durante o ano:
- O Epcot International Flower and Garden Festival, inaugurado em 1993, usa enfeites florais por todo o parque, incluindo esculturas de topiária de personagens da Disney. Os visitantes podem encontrar especialistas em jardinagem e aprender novas ideias que eles podem usar nos jardins de suas próprias casas. O 18º evento anual foi agendado para 2 de março – 15 de maio. Cada evento levam mais de um ano para ser planejado e mais de 20 mil horas de trabalho.[10]
- O Epcot International Food & Wine Festival, inaugurado em 1995, traz gourmets amadores e profissionais para experimentar pratos de todo o mundo, incluindo países que não têm presença permanente no World Showcase. Chefs celebridades são geralmente chamados para o evento. Em 2008, o festival apresentou o Bocuse d'Or USA, a semifinal da competição de gastronomia bienal Bocuse d'Or.[11]
- Holidays Around the World é a comemoração anual dos feriados do Epcot. Os pavilhões do World Showcase apresentam contadores de histórias que descrevem as tradições dos feriados de seus países, e três apresentações noturnas do "Candlelight Processional", que conta com um coro em massa e um visitante celebridade narrando a história do Natal. Durante o "Holidays Around the World," Illuminations: Reflections of Earth apresenta um final estendido especial.
- Na noite do Ano Novo, o parque oferece uma variedade de entretenimento adicional, incluindo áreas com DJs ao vivo pelo parque e uma versão de contagem regressiva especial de Ano Novo do IllumiNations: Reflections of Earth.

## Público
| 2008       | 2009       | 2010       | 2011       | 2012       | 2013       | 2014       | Posição mundial |
| ---------- | ---------- | ---------- | ---------- | ---------- | ---------- | ---------- | --------------- |
| 10 935 000 | 10 990 000 | 10 825 000 | 10 826 000 | 11 063 000 | 11 229 000 | 11 454 000 | 6               |

## O Álbum Oficial do Walt Disney World Epcot Center
The Official Album of Walt Disney World Epcot Center era o álbum oficial do EPCOT Center em 1983. Ele foi originalmente lançado em LP e fita cassete e não é mais vendido.

### Lista de faixas
Lado 1
1. "Main Entrance Medley (Instrumental)" – 3:29
2. "Golden Dream" – The American Adventure in the World Showcase – 3:27
3. "Energy (You Make the World Go 'Round)" – Universe of Energy – 1:48
4. "The Computer Song" – Epcot Computer Central – 2:32
5. "Magic Journeys" – Journey Into Imagination – 3:36
6. "Canada (You're A Lifetime Journey)" – Canadá in the World Showcase – 3:22

Lado 2
1. "Universe of Energy" – Universe of Energy – 2:14
2. "Listen to the Land" – The Land – 2:59
3. "One Little Spark" – Journey Into Imagination – 3:40
4. "It's Fun to Be Free" – World of Motion – 2:14
5. "Makin' Memories" – Journey Into Imagination – 3:26
6. "Kitchen Kabaret Medley" – The Land – 2:20
  - Boogie Woogy Bakery Boy
  - Meat Ditties
  - Veggie Veggie Fruit Fruit